# Rhum La Mauny
Pour les articles homonymes, voir Mauny (homonymie).
Le rhum Maison La Mauny est un rhum agricole produit à Rivière-Pilote en Martinique (France).

## Histoire
L'histoire des rhums La Mauny commence en 1749 lorsque Ferdinand Poulain, Comte de Mauny, issu de la noblesse bretonne et conseiller du Roi de France débarque en Martinique. Il épousa la fille d'un planteur détenteur d'un domaine situé à Rivière-Pilote, au sud de l'île : le Domaine La Mauny était né.
En 1820, le domaine qui ne produisait alors que du sucre et du tafia, l'ancêtre du rhum, développe une nouvelle production de Rhum Agricole, élaboré à partir du pur jus frais des cannes à sucre de la plantation.
Un siècle plus tard, en 1923, les frères Théodore et Georges Bellonnie acquièrent le domaine. Leur complémentarité, l'un à la distillerie, l'autre au négoce, élève rapidement La Mauny au rang de véritable pionnière. En 1950, La Mauny devient la première marque de rhum à exporter ses bouteilles sérigraphiées et étiquetées au-delà de sa commune vers l'ensemble de l'île et même, vers la Métropole.
Distillerie la plus au sud de la Martinique, à quelques minutes du bourg de la commune de Rivière-Pilote, La Mauny, bénéficie d'un micro-climat unique en Martinique. Cette vallée verdoyante, chaude et très humide, connaît moins de pluie et plus d'ensoleillement que la moyenne de l'île. Allié à un sol volcanique d'argile noire, ce terroir Grand Cru confère aux cannes une exceptionnelle teneur en sucre.
Aujourd'hui, la marque Maison La Mauny appartient à la société BBS, Bellonnie & Bourdillon Successeurs, détentrice de l'autre marque de Rhum Agricole Martiniquais Rhum Trois Rivières.
En septembre 2019, Campari annonce l'acquisition de Rhumantilles, propriétaire des marques Trois Rivières, Duquesne et La Mauny, pour 60 millions de dollars.

## Production
Depuis 1749, la distillerie La Mauny distille le rhum blanc agricole Maison La Mauny entre 40° et 62° ainsi que des rhums vieillis en foudre de chêne ou en fûts . Ces rhums agricoles bénéficient d'AOC.
Élaboré à partir de pur jus de cannes, les rhums de la Maison détiennent l'appellation AOC Rhum de la Martinique depuis 1996, seule Appellation d'Origine Contrôlée de Rhum au monde à ce jour.
Pour la production de ses rhums, Maison La Mauny utilise 5 des 14 variétés de cannes à sucre autorisées par l'AOC. Elle s'approvisionne à 50% auprès de petits producteurs voisins partageant le principe d'agriculture raisonnée. Maison La Mauny est la première marque à avoir mis en place une association visant à mettre en valeur les planteurs de cannes à sucre de l'Île.
Près de la moitié de la récolte de canne à sucre utilisée lors de l'élaboration des rhums est coupée à la main de façon traditionnelle. Toutes les cannes sont broyées dans les 24 heures qui suivent par les moulins de la distillerie. La vapeur utilisée pour la production est entièrement générée par la combustion de la bagasse, résidu fibreux de la canne broyée. Une fois filtré, ce pur jus de canne, aussi appelé vesou, est envoyé en fermentation avant d'être distillé dans l'une des trois colonnes de la Maison, dont une, en cuivre, est typiquement créole.
Une fois le degré d'alcool réduit, une partie du rhum produite est conservée en rhum blanc entre 40° et 60°, une autre est mise en vieillissement pour affiner ses arômes

### Rhum blanc agricole
- La Mauny Blanc 40° (70 cl) : le nez est dominé par des parfums de fleurs et de canne. Les notes de poivre gris et de citron vert surgissent ensuite.
- La Mauny Blanc 50° (70 cl) : le premier nez est dominé par des parfums de canne à sucre, de lait de coco et quelques notes florales.
- La Mauny Blanc 55° (1 l) : le nez est dominé par des parfums de fruits. Ensuite, viennent des pointes de miel, des parfums de roses et de pots pourris.

### Rhum Élevé Sous Bois (ESB) et Vieux
- La Mauny Ambré 1749 40° (70 cl) : élevé dix huit mois en foudres de chêne, le nez est dominé par des parfums de sucre chaud, d’épices et de boisé fin. La bouche, souple et délicatement suave, présente des nuances de bois, des notes de sucre chaud et de caramel.
- La Mauny V.O. (« Very Old ») 40° (70 cl) : rhum paille à maturation tropicale en fûts de chêne pendant plus de 3 années. Le nez, d'abord dominé par la canne à sucre et des notes boisées, laisse apparaître des parfums de poivre gris et d’épices. La bouche est tonique et de belle structure : fruits en confiture, bois précieux, épices.
- La Mauny V.S.O.P. 40° (70 cl) : assemblage de plusieurs rhums vieux dont le plus jeune est âgé de 4 ans et dont l'âge moyen est de 6 ans.
- La Mauny XO 40° (70 cl) : assemblage de plus de douze rhums vieillis dont le plus jeune est âgé de 7 ans et dont l'âge moyen est de 10 ans.
- La Mauny Extra 42° (70 cl) : assemblage de dix grands millésimes de plus de dix ans vieillis en fûts de chêne
- La Mauny Millésime 2005 42° (70 cl) : rhum millésimé vieilli en fûts de chêne, aux notes de fruits séchés, tabac blanc et pain d’épice
- La Mauny Millésime 1998 42° (70 cl) : rhum millésimé, riche, puissant et tonique, son finish en fûts français lui apporte des nuances suaves de fruits séchés et d’épices ainsi qu’un boisé fin et élégant
- La Mauny Millésime 1995 42° (70 cl) : rhum millésimé, vieilli en fûts de bourbon et fûts français, aux notes de pain d’épice, fèves de cacao grillées et de et fruits compotés.